# Jean-Marie Marcellin
Jean-Marie Marcellin est un footballeur professionnel français,  né le 27 janvier 1943.

## Biographie
Il débute au Nîmes Olympique, ou il passe l'essentiel de sa carrière, en étant meilleur buteur du club lors du championnat 1965-1966 avec 10 réalisations.
Au milieu de la saison 1968-1969, il quitte pour quelques mois Nîmes alors au fond du classement pour rejoindre le Football Club de Metz qui joue les premiers rôles. 
Après avoir fini la saison 1971-1972 à la 2e place du classement, il rejoint pour une saison l'Athlétic Club arlésien qui joue alors en D2.

## Palmarès
- Vice-Champion de France 1972 avec le Nîmes Olympique